# Abarenicola gilchristi
Abarenicola gilchristi är en ringmaskart som beskrevs av Wells 1963. Abarenicola gilchristi ingår i släktet Abarenicola och familjen Arenicolidae. Inga underarter finns listade i Catalogue of Life.